# Triggiano
Triggiano – miejscowość i gmina we Włoszech, w regionie Apulia, w prowincji Bari.
Według danych na styczeń 2009 gminę zamieszkiwały 27 572 osoby przy gęstości zaludnienia 1379 os./1 km².